# Sörnäinen
Sörnäinen (szw. Sörnäs) – stacja metra helsińskiego obsługująca dzielnice Sörnäinen i Kallio. Oddana do użytku 1 września 1984 roku, powstała według projektu Jouko Kontio i Seppo Kilpiä Jest ostatnią stacją podążając na wschód znajdującą się pod ziemią (część odnogi do Vuosaari znajduje się również pod ziemią).
Sörnäinen znajduje się pomiędzy stacjami Hakaniemi oraz Kalasatama.